# Руський Юрткуль
Руський Юрткуль (рос. Русский Юрткуль) — село в Старомайнському районі Ульяновської області Російської Федерації.
Населення становить 425 осіб. Входить до складу муніципального утворення Матвеєвське сільське поселення.

## Історія
Від 2004 року входить до складу муніципального утворення Матвеєвське сільське поселення.

## Населення
| 2010 |
| ---- |
| 425  |